# Golubac
Golubac (en cirílico: Голубац, húngaro: Galambóc, en rumano: Columbei o Golumbacu) es un municipio del distrito de Braničevo, al noreste de la actual Serbia, a orillas del río Danubio. Limita al este con Rumanía, al oeste con Veliko Gradište y con Kučevo al Sur. La población de la localidad es de 1896 habitantes de un total de 9913 en el municipio, en su gran mayoría serbios con minoría de valacos.
Golubac debe su nombre a la palabra serbia «golub», que significa pichón o paloma.
Debido a numerosos sitios arqueológicos en los alrededores así como a la presencia de un parque nacional, el lugar es una popular atracción turística.

## Golubac en la Edad Media
Entre los lugares de interés arqueológico se encuentran restos romanos como la antigua fortificación romana de Diana. Durante la Edad Media, los territorios serbios del norte habrían pertenecido al Reino de Hungría y servirían de regiones limítrofes con el Imperio bizantino (las tierras de la serbia del Sur ocupadas por Bizancio). Tras la caída de Bizancio ante los turcos otomanos, serbia pasaría a ser parte del imperio en expansión y el rey húngaro Segismundo de Luxemburgo se habría visto forzado a detener el avance de las tropas islámicas. Finálmente en 1428 caería la fortaleza de Golubac a orillas del Danubio, y muchos soldados húngaros, polacos y serbios serían ejecutados por los otomanos. Entre ellos, el heroico caballero polaco Zawisza Czarny, que habría luchado para defender dicho castillo.
Golubac es asimismo un conocido centro de navegación a vela.